# میلان روژیچ
میلان روژیچ (کرواتی: Milan Ružić؛ ۲۵ ژوئیهٔ ۱۹۵۵ – ۲۵ ژانویهٔ ۲۰۱۴) بازیکن فوتبال اهل یوگسلاوی بود.
از باشگاه‌هایی که در آن بازی کرده‌است می‌توان به باشگاه فوتبال خنت و باشگاه فوتبال رییکا اشاره کرد.
وی همچنین در تیم ملی فوتبال یوگسلاوی بازی کرده‌است.